# November 26.
November 26. az év 330. (szökőévben 331.) napja a Gergely-naptár szerint. Az évből még 35 nap van hátra.
Névnapok: Virág + Atanáz, Berengár, Ciklámen, Konor, Konrád, Kurt, Lénárd, Leonárd, Leonarda, Leonárdó, Leonyid, Milos, Péter, Pető, Szilveszter, Viktorina

## Események
- 579 – II. Pelágiusz pápa trónra lép.
- 1402 – Évreux-i Blanka navarrai infánsnő (1425-től I. Blanka néven Navarra királynője) feleségül megy az I. Mária szicíliai királynő halálával 1401-ben megözvegyült I. (Ifjú) Márton szicíliai királyhoz. Blankát az esküvőt követően még ugyanaznap Palermóban Szicília királynéjává koronázzák.
- 1523 – VII. Kelemen pápa trónra lép.
- 1526 – V. Károly német-római császár és spanyol király levélben biztosítja a magyar rendeket, hogy az országot megvédi a török ellen.
- 1630 – A segesvári országgyűlés I. Rákóczi Györgyöt erdélyi fejedelemmé választja.
- 1677 – Kassát a császári csapatok elfoglalják és a vezetőket kegyetlenül kivégzik.
- 1865 – Először jelenik meg az Alice Csodaországban című könyv.
- 1921 – A Hlinka-féle Szlovák Néppárt kilép a cseh néppártiakkal közös parlamenti koalícióból és ellenzékbe vonul.
- 1922 – Howard Carter megkezdi Tutanhamon egyiptomi fáraó sírjának feltárását.
- 1924 – Kikiáltják a Mongol Népköztársaságot.
- 1941 – Megindul Pearl Harbor felé az 1. japán légiflotta.
- 1941 – Franklin Roosevelt egy kongresszusi rendelettel – november negyedik csütörtökére pontosítja a Hálaadás napját.
- 1942 – megalakul a „Jugoszlávia Népi Felszabadításának Antifasiszta Népgyűlése” Josip Broz Tito vezetésével.
- 1942 – New Yorkban, a „Hollywood Theater” filmszínházban bemutatják Humphrey Bogart és Ingrid Bergman főszereplésével a „Casablanca” című filmet, melyet Michael Curtiz rendezett.
- 1948 – A magyar országgyűlés elfogadja a nők egyenjogúsításáról szóló törvényt.
- 1959 – Az ENSZ közgyűlése ismét napirendre tűzi a „magyar kérdést”.
- 1965 – Franciaország a világon hatodik országként fellőtte első műholdját, az Astérix-et.
- 1966 – Charles de Gaulle Bretagne-ban a Rance torkolatánál felavatja a világ első apály-dagály erőművét.
- 1973
  - Elkezdődik az Arab Liga kétnapos ülése, amelyen a palesztin ügy egyetlen képviselőjének a Palesztinai Felszabadítási Szervezetet ismerik el.
  - Megkezdi a termelést az Ajkai Timföldgyár.
  - Mauritánia az Arab Liga tagja lesz.
- 1976
  - A Microsoft név bejegyzett védjeggyé válik.
  - Megnyitják a Földmérési Intézet Kozmikus Geodéziai Obszervatóriumát Pencen.
- 1979 – Venezuelában 500 milliárd hordóra becsült olajlelőhelyet fedeznek fel, ettől megkétszereződnek az OPEC tartalékai.
- 1982 – Az Elnöki Tanács törvényben lehetővé teszi a kötvények kibocsátását.
- 1983 – A londoni repülőtéren megtörtént az úgynevezett Brink’s-Mat rablás, amikor elloptak 26 millió fontot érő 6800 aranyrudat.
- 1986 – A Cream együttes utolsó koncertjét tartja a Royal Albert Hallban.
- 1989
  - A „négy igenes” népszavazás Magyarországon.
  - A Szovjetunióban fellövik a Mir űrállomás harmadik modulját, a Kvant–2-t.
- 1990 – Mihail Gorbacsov felszólítja Irakot, hogy hagyja el a megszállt Kuvait területét.
- 1991 – Lengyelország az Európa Tanács tagja lesz.
- 1992 – John Major angol miniszterelnök bejelenti, hogy Erzsébet királynő úgy döntött, hogy fizet személyi jövedelemadót.
- 1998 – a MIÉP elnöksége megfosztja alelnöki posztjától a párt pénzügyeit firtató Szabó Lukácsot.
- 2004 – A kínai Honan tartományban lévő Zsucsung gimnáziumának kollégiumában nyolc középiskolást halálra késel és négyet megsebesít egy férfi.[1]
- 2007 – A csádi hadsereg a csádi fegyveres felkelők százait gyilkolja meg Csád keleti határa mentén.

## Születések
- 1604 – Johann Bach német zeneszerző, a Bach család „erfurti vonalának” megalapítója († 1673)
- 1730 – Conrád Mihály magyar királyi tanácsos és polgármester († 1821)
- 1731 – William Cowper angol költő († 1800)
- 1786 – Borbola Miklós magyar jogtudós, görögkatolikus nagyprépost és jogakadémiai tanár († 1877)
- 1809 – Földváry Sándor magyar honvédezredes († 1868)
- 1809 – Földváry Károly magyar honvédezredes, az olaszországi magyar légió parancsnoka († 1883)
- 1814 – Baranyai Zsigmond magyar piarista szerzetes, bölcsészdoktor († 1871)
- 1857 – Ferdinand de Saussure svájci nyelvész († 1913)
- 1862 – Stein Aurél magyar geográfus, régész, orientalista († 1943)
- 1870 – Pacha Ágoston temesvári püspök († 1954)
- 1876 – Willis Carrier amerikai gépészmérnök, a modern légkondicionálás feltalálója († 1950)
- 1883 – Babits Mihály költő, író, műfordító († 1941)
- 1901 – Simor Ferenc meteorológus, klimatológus († 1978).
- 1903 – Oravecz Paula magyar József Attila-díjas írónő († 1990)
- 1905 – Emlyn Williams brit színész, forgatókönyvíró (David Copperfield) († 1987)
- 1909 – Eugène Ionesco román származású francia író, az abszurd dráma és az abszurd színház egyik megteremtője. A ’Patafizikai Társaság egyik tagja († 1994)
- 1910 – Cyril Cusack ír színész († 1993)
- 1912 – Bogdánfi Sándor magyar író, műfordító († 1987)
- 1920 – Daniel Petrie kanadai filmrendező († 2004)
- 1921 – Várnai György Munkácsy Mihály-díjas magyar grafikusművész, karikaturista, Balázs Béla-díjas rajzfilmtervező-rendező.(† 1991)
- 1924 – George Segal amerikai szobrászművész († 2000)
- 1925 – Eugene Istomin amerikai zongoraművész († 2003)
- 1926 – Vincze Imre magyar Erkel Ferenc-díjas zeneszerző († 1969)
- 1928 – Sándor Károly (Csikar) magyar labdarúgó, az Aranycsapat tagja († 2014)
- 1931 – Adolfo Pérez Esquivel Nobel-békedíjas argentin építész, szobrász, polgárjogi harcos
- 1933 – Pozsgay Imre magyar politikus, államminiszter, egyetemi tanár († 2016)
- 1939 – Tina Turner Grammy-díjas amerikai énekesnő († 2023)
- 1940 – Szomjas György Kossuth- és Balázs Béla-díjas magyar filmrendező († 2021)
- 1946 – Borbáth Ottília magyar színésznő
- 1951 – Cicciolina (eredetileg Staller Ilona) magyar származású olasz pornó-színésznő, politikus, képviselő
- 1953 – Desiré Wilson (Desiré Randall Wilson) dél-afrikai autóversenyző
- 1956 – Sipos László magyar színész († 1989)
- 1967 – Kósz Zoltán olimpia bajnok vízilabdázó
- 1972 – Pásztor Anna többszörös Fonogram-díjas magyar énekesnő (Anna and the Barbies)
- 1973 – Csehy Zoltán költő, műfordító, irodalomtörténész, kritikus
- 1973 – Peter Facinelli amerikai színész
- 1973 – Elisa Casanova olasz vízilabdázó
- 1975 – Pély Barna magyar énekes-gitáros, dalszerző
- 1976 – Csonka Szilvia magyar színésznő
- 1977 – Ivan Basso olasz kerékpáros
- 1983 – Takács Zoltán magyar válogatott labdarúgó, jelenleg a Újpest FC játékosa
- 1986 – Trevor Morgan amerikai színész (a Jurassic Park III. Eric Kirby-je)
- 1987 – Szabó Tamás magyar labdarúgó, a Kecskeméti TE saját nevelésű játékosa, középpályás
- 1989 – Montserrat García Riberaygua andorrai kajakozó
- 1990 – Rita Ora angol énekesnő, színésznő
- 1990 – Danny Welbeck angol labdarúgó
- 1991 – Cucugó Jositomo japán baseballozó
- 1996 – Adorján Attila romániai magyar jégkorongozó
- 1996 – Malik Beasley amerikai kosárlabdázó
- 1997
  - Aaron Wan-Bissaka kongói származású angol labdarúgó
  - Silvester Belt, litván énekes
- 2000 – Tali Golergant, izraeli-luxemburgi énekesnő és színésznő

## Halálozások
- 399 – Sziriciusz pápa (* 334 körül)
- 1634 – Alvinczi Péter református lelkész, hitvitázó, Pázmány Péter egyik legnagyobb ellenfele (* 1570)
- 1855 – Adam Mickiewicz lengyel költő, drámaíró[2] (* 1798)
- 1857 – Joseph von Eichendorff német költő (* 1788)
- 1892 – Wahrmann Mór nagykereskedő, képviselő, budapesti várospolitikus, mecénás (* 1832)
- 1926 – John Moses Browning amerikai feltaláló („Browning” öntöltő pisztoly) (* 1855)
- 1940 – Harold Harmsworth, Rothermere vikomtja, brit sajtómágnás és politikus, az első Rothermere vikomt (* 1868)
- 1947 – Jány Gusztáv magyar honvéd vezérezredes, 1942–1943-ban a 2. magyar hadsereg parancsnoka (* 1883)
- 1948 – Kozma Lajos Kossuth-díjas építész, iparművész és grafikus, műegyetemi tanár (* 1884)
- 1952 – Sven Hedin svéd földrajztudós, térképész, felfedező, író (* 1865)
- 1955 – Duronelly László vívómester, a magyar párbajtőrvívás egyik úttörője (* 1907)
- 1963 – Amelita Galli-Curci olasz származású amerikai opera-énekesnő (* 1882)
- 1973 – John Rostill angol (basszus)gitáros, zeneszerző (* 1942)
- 1978 – Szilárdy István magyar színész (* 1949)
- 1983 – Ernesto Prinoth olasz autóversenyző (* 1923)
- 1986 – Radványi Géza Kossuth-díjas magyar filmrendező, forgatókönyvíró (testvére Márai Sándor) (* 1907)
- 1987 – Rockenbauer Pál magyar felfedező, földrajztudós, filmrendező (* 1933)
- 1990 – Fung Yu-lan kínai filozófus (* 1895)
- 1992 – Tamási Lajos magyar József Attila-díjas költő (* 1923)
- 2004 – Philippe de Broca francia filmrendező (* 1933)
- 2006 – Ugrai Ferenc katonatiszt, volt vezérkari főnök (* 1922)
- 2006 – Dave Cockrum amerikai képregényrajzoló (* 1943)
- 2011 – Gajda István magyar labdarúgó (* 1981)
- 2014 – Konrád János magyar olimpiai bajnok vízilabdázó, edző (* 1941)
- 2017 – Titus Kolník szlovák régész (* 1932)
- 2018 – Bernardo Bertolucci Oscar-díjas olasz filmrendező, forgatókönyvíró, költő (* 1941)
- 2020 – Balázs Fecó Kossuth- és Liszt Ferenc-díjas magyar énekes, zenész, zeneszerző (* 1951)
- 2021 – Stephen Sondheim amerikai zeneszerző, dalszövegíró (* 1930)

## Nemzeti ünnepek, emléknapok, világnapok
→Sablonvita:Ünnepek/11-26:
- Guzzolini Szent Szilveszter itáliai apát, a szilvesztrinus bencés kongregáció alapítójának emléknapja a katolikus egyházban[3]
- az alkotmány napja Indiában[4]
- nemzeti ünnep Mongóliában (a népköztársaság 1924-es kikiáltásának évfordulóján)[5]